# Haus der Jugend (Hannover)

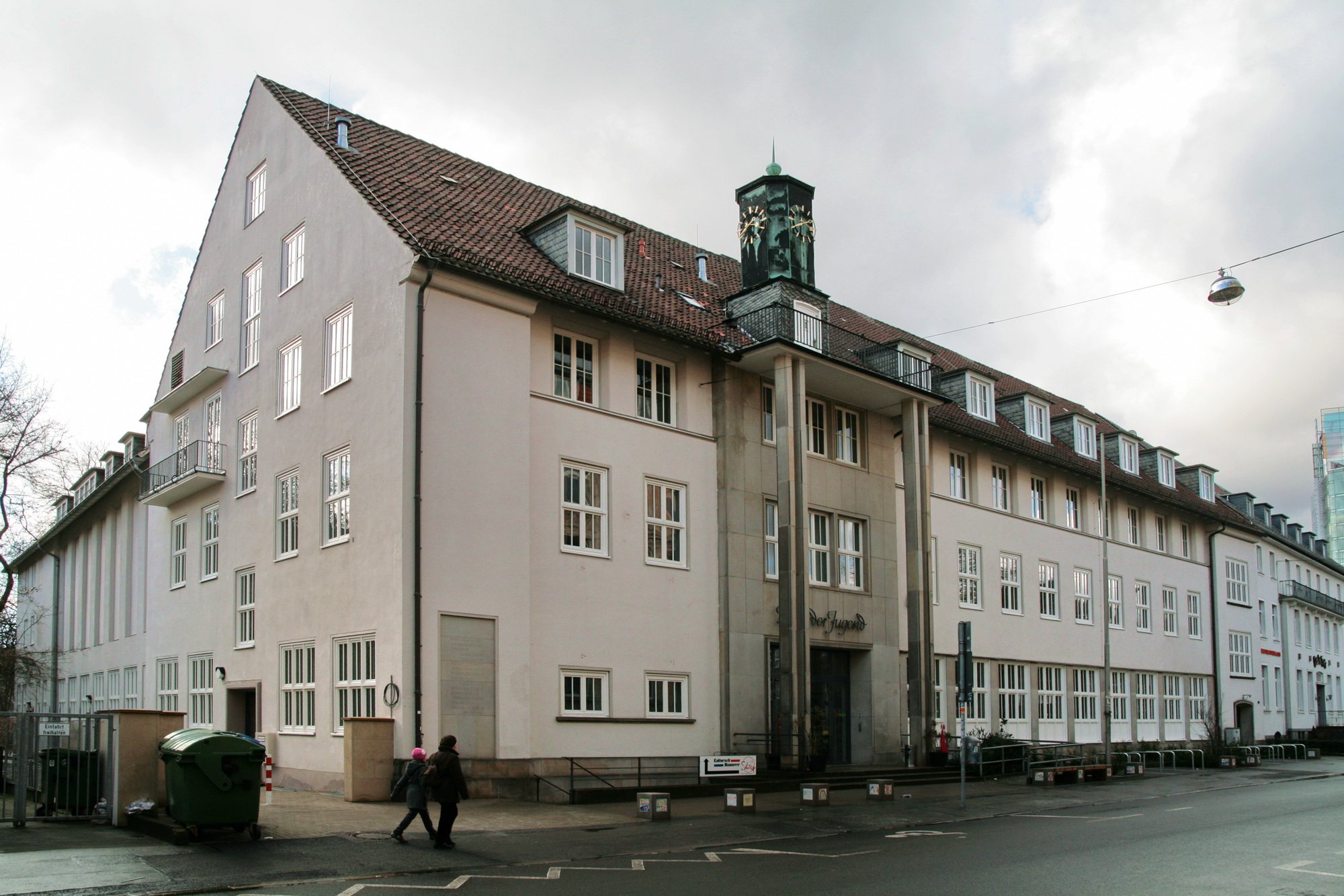
Haus der Jugend Hannover in der Südstadt

Das Haus der Jugend Hannover ist eine 1951 entstandene Kinder- und Jugendfreizeiteinrichtung in der Südstadt von  Hannover. Die Einrichtung erhebt den Anspruch, das erste nach dem Zweiten Weltkrieg erbaute Haus der Jugend in Deutschland zu sein, das allen Jugendorganisationen und auch unorganisierten Jugendlichen offenstand.

## Geschichte

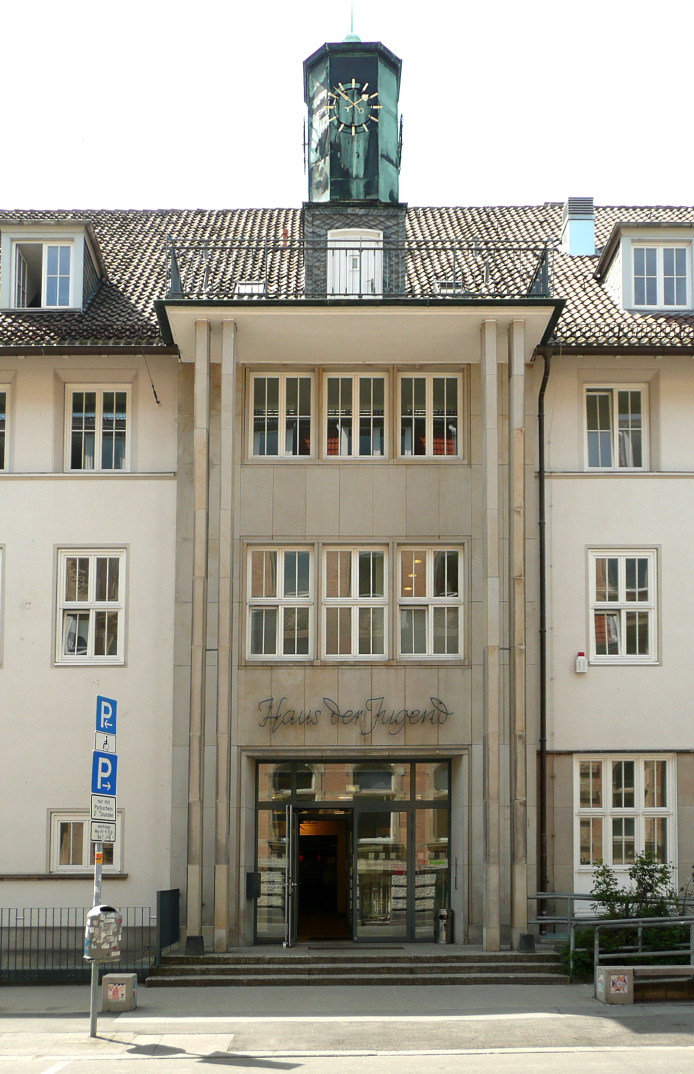
Eingang mit markantem Vorbau

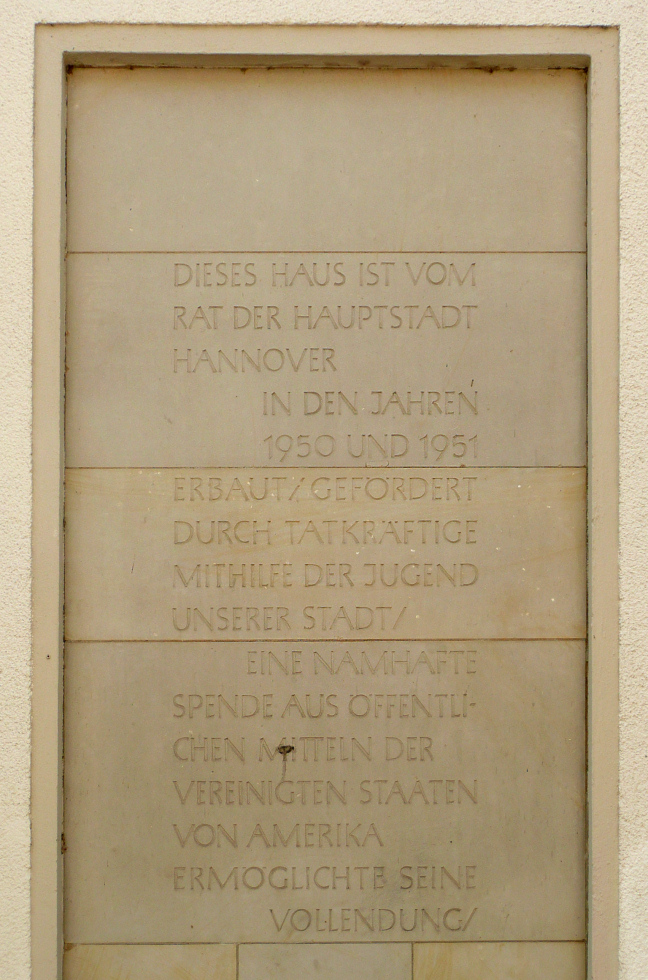
Gedenkstein an der Fassade zur Erbauung

Das Haus der Jugend wurde 1949–1951 auf Initiative der hannoverschen Jugendverbände von der Stadt Hannover in der Maschstraße 22–24 errichtet. Unterstützung kam durch die britische Besatzungsmacht, eine größere Spende aus öffentlichen Mitteln der Vereinigten Staaten und die tatkräftige Mithilfe von Jugendlichen aus Hannover. Die Einrichtung entstand, um den damaligen „Bunkerjugendlichen“ einen Treffpunkt und eine Kulturstätte zu bieten. Das Haus sollte auch ein Ort der demokratischen Umerziehung der Jugend und ein Hinführen auf ein vereintes Europa sein. Den Grundstein legte Bundespräsident Theodor Heuss am 30. Oktober 1949, der dabei die Bedeutung des Hauses als bundesweit erster Kulturbau für die Nachkriegsjugend hervorhob. Bei der Einweihung des Hauses am 10. November 1951 stellte der damalige Niedersächsische Ministerpräsident Hinrich Wilhelm Kopf fest: "...unter seinem Dache finden sich die verschiedensten Jugendorganisationen zusammen. Hier können sie lernen, die Meinung des anderen zu achten und in Selbstverantwortlichkeit eine Vorstufe der Demokratie zu erleben".
Im Haus der Jugend gab die 1952 gegründete Landesbühne Hannover ihre Vorstellungen von 1952 bis zum Umzug 1958 in das Theater am Aegi.
Zwischen 2007 und 2008 wurde das Haus mit umfangreichen Sanierungs- und Umbaumaßnahmen umgestaltet, ohne das äußere Erscheinungsbild als typisches 1950er Jahre-Gebäude zu verändern. Insbesondere wurden akustische sowie technische Anforderungen auf den neuesten Stand gebracht, und es wurde auf Barrierefreiheit aller Räume geachtet. Derzeitiger Leiter des Hauses ist der Stadtjugendpfleger.

## Nutzung

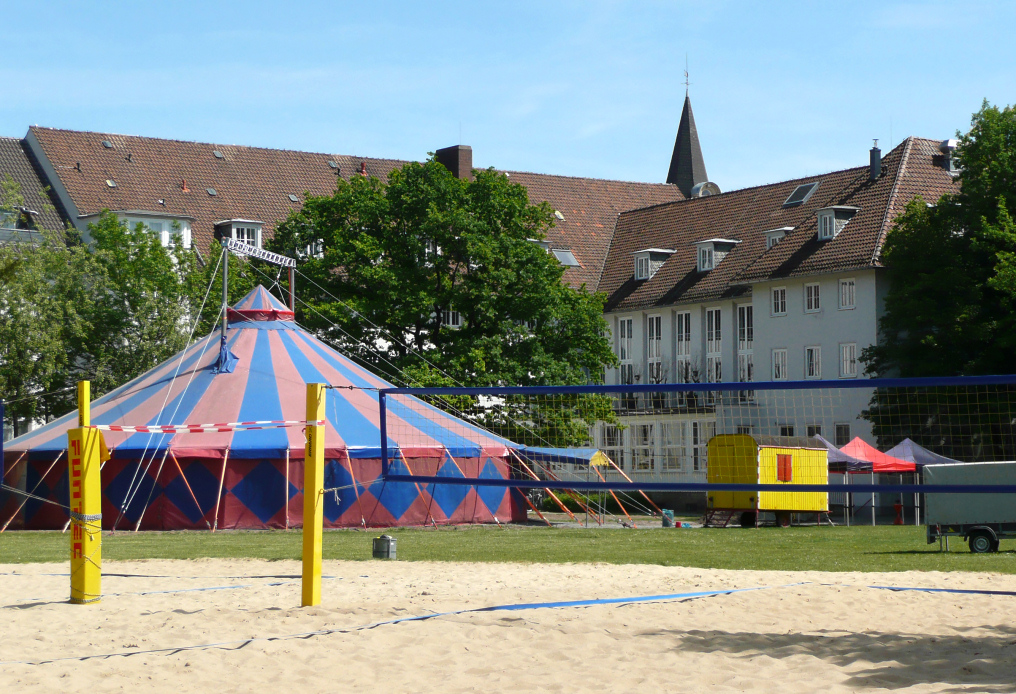
Rückseite des Hauses der Jugend mit großer Freifläche

- Feriencard-Aktionen, Töpfern, Kinder-Geburtstage, Flohmärkte, ein Kostümfundus sowie ein Spielgeräteverleih sind Angebote speziell für Kinder.
- Jugendlichen wird mit dem Rockcafe eine erste Gelegenheit gegeben, Musik der verschiedenen Stilrichtungen Rock, Pop, Hip-Hop, Punk etc. auf der Bühne zu präsentieren oder auch zu genießen. Außerdem können Gemälde, Grafiken oder Fotos ausgestellt oder Kleinkunstveranstaltungen besucht werden. Im Café NaNas (ehemals Tic-Tac) werden Speisen und Getränke sowie ein täglich wechselnder Mittagstisch angeboten. Ein professionelles Tonstudio bietet Equipment und fachkundige Anleitung zur Nutzung. Eine Vielzahl weiterer Themen, wie Kinderzirkus, Filmevents, Medienpreisverleihung, Trommelbauprojekt, vervollständigen die Angebotspalette des Hauses.
- Das Gebäude ist gleichzeitig das Haupthaus der Musikschule der Landeshauptstadt Hannover, die als Bildungseinrichtung im Fachbereich Bildung und Qualifizierung der Landeshauptstadt Hannover Kindern, Jugendlichen und Erwachsenen die Möglichkeit der musikalischen Ausbildung sowie musikalischer Betätigung bietet.
- Etliche Jugendverbände unterhalten Geschäftsstellen im Haus der Jugend, so die Hannoversche Sportjugend, der Jugendverband der Evangelischen Freikirchen in Hannover, die Naturfreundejugend, die Schreberjugend Hannover, der Stadtjugendring Hannover und das Friedensbüro Hannover.